# Arco de Datívio Victor
O Arco de Datívio Victor é um dos monumentos históricos mais antigos de Mogoncíaco, Alemanha. Datívio Victor era decurião (conselheiro) em Nida, a principal localidade do estado de Tauno (em latim: Civitas Taunensium; o distrito da Cordilheira do Tauno), na província Germânia Superior do Império Romano.